# Aeroporto de Mwanza
O Aeroporto Internacional de Mwanza é um importante aeroporto regional no norte da Tanzânia, estando a disposição da cidade de Mwanza. Está localizado perto da margem sul do Lago Vitória. Serve como Eixo principal para a Auric Air e como Eixo secundário para a Precision Air.   
1. ↑  «Kiwi.com | Encontre Voos Baratos e Descubra Novos Destinos». Kiwi.com. Consultado em 11 de novembro de 2022